# Діалекти каталанської мови
Основна стаття: Каталанська мова.
Катала́нська (катало́нська) мо́ва (кат. català; вимовляється [kətə'ła] або [kata'ła]) — мова Західного Середземномор'я, належить до романської групи індоєвропейської мовної родини.
У період з 1979 р. до 2007 р. каталанська мова отримала певний офіційний статус на всіх адміністративних територіях, які є частиною каталанських країн, окрім Ал-Карші та Західної смуги. В Автономній області Каталонія вона є однією з трьох офіційних мов та єдиною «власною (або історичною) мовою» з 1979 р. 
З точки зору фонетики, лексики та граматики найближчою до каталанської є окситанська мова (з VIII до XIII ст. каталанська мова являла собою діалект окситанської). Перші письмові пам’ятки каталанською зафіксовано раніше, ніж усіма іншими мовами Іберійського півострова, зокрема іспанською та португальською. Каталанську у світі розуміють близько 11,6 млн осіб, за кількістю мовців — це 6 романська мова після іспанської, португальської, французької, італійської та румунської мов.
Існує дві великі групи діалектів – східні (на основі яких створено літературну мову) та західні (на основі південно-західних діалектів кодифіковано літературну мову Автономної області Валенсія).
У каталанській використовують адаптовану латинку, зокрема кілька буквосполучень, які не зустрічаються в інших романських мовах (-ny-, -l∙l-, -ig). Граматика та фонетика каталанської мови має як спільні (зокрема 2 числа та 2 роди у іменника, прикметника та артикля, відмінникова система у займенника), так і відмінні риси (8, а не 7 голосних, як у більшості романських мов, вживання означеного артиклю перед іменами) з сусідніми галло-романськими та східно-іберійськими мовами.
Каталанська мова регулюється кількома закладами, зокрема Інститутом каталонських студій (який підтримує норму IEC) та Валенсійською мовною академією (яка підтримує норму AVL).

## Дві групи діалектів

Головні діалекти каталанської мови на мапі каталанських країн

У каталанській мові виділяють східнокаталанські та західнокаталанські діалекти. Схід Каталонії, південь каталономовної Франції, Балеарські острови та Сардинію відносять до східнокаталанських діалектів. Інші області поширення каталанської мови відносять до західнокаталанських діалектів. Головним критерієм такого поділу на діалекти є вимова ненаголошених [о], [е] та [а]. В західнокаталанських ці звуки вимовляються так само, як вони передаються на письмі, тоді як в східнокаталанських діалектах [о] в ненаголошених позиціях вимовляеться як [u], а [е] та [а] вимовляються як [ə].
Різниця у вимові деяких слів у літературній мові (базованій на східному центральнокаталанському діалекті) та у західних валенсійських діалектах:
| Українською | Каталанською    | Літературна (східна) вимова (пр., центральнокаталанський діал.) | Західна вимова (пр., центральноваленсійський діал.) |
| ----------- | --------------- | --------------------------------------------------------------- | --------------------------------------------------- |
| земля       | terra           | [ˈtɛrə]                                                         | [ˈtɛra]                                             |
| небо        | cel             | [sɛɫ]                                                           | [sɛɫ]                                               |
| вода        | aigua           | [ˈajɣwə]                                                        | [ˈajɣwa]                                            |
| вогонь      | foc             | [fɔk]                                                           | [fɔk]                                               |
| чоловік     | home            | [ˈɔmə]                                                          | [ˈɔme]                                              |
| жінка       | dona            | [ˈdonə]                                                         | [ˈdɔna]                                             |
| їсти        | menjar          | [mənˈʒa]                                                        | [menˈdʒa(r)]                                        |
| пити        | beure           | [ˈbɛwɾə]                                                        | [ˈbewɾe]                                            |
| великий     | gran            | [gɾan]                                                          | [gɾan]                                              |
| маленький   | petit / xicotet | [pəˈtit] / [ʃikuˈtɛt]                                           | [peˈtit] / [tʃikoˈtɛt]                              |
| купити      | comprar         | [kumˈpɾa]                                                       | [komˈpɾa(r)]                                        |
| ніч         | nit             | [nit]                                                           | [nit]                                               |
| день        | dia / jorn      | [ˈdiə] / [ʒorn]                                                 | [ˈdia] / [dʒɔrn]                                    |
| англійський | anglès / anglés | [əŋˈgɫɛs]                                                       | [aŋˈgɫes]                                           |
| чому        | per què         | [pərˈkɛ]                                                        | [pɛrˈke]                                            |
| Валенсія    | València        | [bəˈɫɛnsiə]                                                     | [vaˈɫɛnsia]                                         |

Повний список діалектів каталанської мови
| Західна група - Північно-західний діалект - Рібагорський субдіалект - Пальяський субдіалект - Льєйдський субдіалект - Північноваленсійський (ебрський або валенсійський перехідний) діалект - Валенсійський перехідний (або каталанський туртозький) субдіалект - Кастельйоський (або власне північноваленсійський) субдіалект - Валенсійський (південнокаталанський) діалект - Субдіалект (діалект) апічат або центральноваленсійський субдіалект (діалект) - Південноваленсійський субдіалект (діалект) (на його основі створено валенсійську мову у відповідності до норми «AVL», що регулюється «Валенсійською мовною академією») - Алаканський субдіалект (діалект) - Мальоркський субдіалект (діалект) у муніципалітетах Тарбена та Ла-Валь-де-Ґалінера | Східна група - Північнокаталанський (русільйонський) діалект - Капсійський субдіалект (субдіалект Капсі) - Центральнокаталанський або центральний діалект (на його основі створено літературну каталанську мову у відповідності до норми «IEC», що регулюється «Інститутом каталонських студій») - Субдіалект салат - Барселонський субдіалект - Таррагонський субдіалект - Субдіалект шіпелья - Північний перехідний субдіалект - Балеарський (острівний) діалект - Мальорський субдіалект - Манорський субдіалект - Айбіський субдіалект - Алґерський діалект |